# Pâquerette (actrice, 1876)
Pour les articles homonymes, voir Pâquerette (homonymie).
Pâquerette, nom d'artiste de Marguerite Jeanne Puech, est une actrice française, née le 27 mars 1876 dans le 12e arrondissement de Paris, et morte le 6 mai 1965, dans le 10e arrondissement de Paris.

## Filmographie partielle
- 1943 : Le Corbeau d'Henri-Georges Clouzot : une suspecte
- 1951 : Sans laisser d'adresse de Jean-Paul Le Chanois : une vieille dame dans la rue
- 1952 : Casque d'Or de Jacques Becker : la grand-mère d'Anatole
- 1953 : Rue de l'Estrapade de Jacques Becker : Madame Pommier
- 1954 : Crainquebille de Ralph Habib : la miséreuse
- 1954 : Le Mouton à cinq pattes d'Henri Verneuil : la servante
- 1954 : La Reine Margot de Jean Dréville : une femme dans l'auberge
- 1955 : French Cancan de Jean Renoir : Mimi Prunelle, ex-reine du Cancan
- 1955 : Le Fil à la patte de Guy Lefranc : l'habilleuse
- 1955 : La Meilleure Part d'Yves Allégret : la patronne du bistrot du centre
- 1956 : Rencontre à Paris de Georges Lampin : la concierge
- 1957 : Les Sorcières de Salem de Raymond Rouleau
- 1958 : Montparnasse 19 de Jacques Becker : Mme Solomon
- 1959 : Les Naufrageurs de Charles Brabant : la vieille femme
- 1959 : Le Bossu d'André Hunebelle : une vieille gitane
- 1960 : Zazie dans le métro de Louis Malle (non créditée)
- 1961 : Fanny de Joshua Logan (non créditée)
- 1963 : À cause, à cause d'une femme de Michel Deville